# Biosfeerreservaat Tsentralno-Lesnoj
Biosfeerreservaat Tsentralno-Lesnoj (Russisch: Центрально-Лесной государственный природный биосферный заповедник) is een strikt natuurreservaat gelegen in de oblast Tver van Rusland. De oprichting als zapovednik vond plaats op 31 december 1931 per decreet (№ 1303/1931) van de Raad van Volkscommissarissen van de Russische SFSR en bedroeg ten tijde van de oprichting een oppervlakte van 319,37 km². In 1951 werd de zapovednik ontbonden, samen met vele andere zapovedniks in de Sovjet-Unie en kwam het gebied in handen van bosbouwbedrijven. In die tijd vond er veel houtkap plaats. Het idee dat unieke natuurgebieden beschermd zouden moeten worden als nationaal erfgoed van het land, zorgde ervoor dat het natuurreservaat in 1960 opnieuw hersteld zou worden, maar omvatte slechts 214 km². In 1985 werd het reservaat toegevoegd aan de lijst van biosfeerreservaten onder het Mens- en Biosfeerprogramma (MAB) van UNESCO. Tegenwoordig heeft het reservaat een oppervlakte van 244,15 km². Ook is er een bufferzone van 460,61 km² ingesteld.

## Kenmerken
Biosfeerreservaat Tsentralno-Lesnoj is gelegen in het het zuidwesten van de Waldajhoogte in het westen van Europees Rusland. De stuwwallen in het gebied maken het licht heuvelachtig en het reservaat varieert qua hoogte tussen de 220 en 280 meter. De vegetatie is typisch voor de zuidelijke taigazone, waarin sparrenbossen met een ondergroei van bosbessen, veenbessen en mossen overheersen. Ook zijn er hoogvenen en bossen met espen (Populus tremula), berken (Betula) en grove dennen (Pinus sylvestris) te vinden.

## Flora en fauna
In het reservaat zijn 592 vaatplanten, 231 mossen, 263 korstmossen en 790 schimmels vastgesteld. Het is een van de meest zuidelijke voorposten voor noordelijke soorten als kruipbraam (Rubus chamaemorus), dwergberk (Betula nana) en bruin veenmos (Sphagnum fuscum). Tegelijkertijd zijn er ook veel soorten te vinden die karakteristiek zijn voor loofbossen, zoals de bosanemoon (Anemone nemorosa), wonderviooltje (Viola mirabilis) en gewone salomonszegel (Polygonatum multiflorum). In hoogvenen en gemengde bossen worden ook het zeldzame vrouwenschoentje (Cypripedium calceolus) en brede wespenorchis (Epipactis helleborine) aangetroffen.
In Biosfeerreservaat Tsentralno-Lesnoj zijn 212 vogelsoorten vastgesteld. In bosgebieden zijn soorten als fluiter (Phylloscopus sibilatrix), goudvink (Pyrrhula pyrrhula) en houtsnip (Scolopax rusticola) algemeen, maar er leven ook zeldzamere soorten als auerhoen (Tetrao urogallus) en hazelhoen (Tetrastes bonasia). Daarnaast worden de holten van oude bomen bewoond door de gewone vliegende eekhoorn (Pteromys volans) en leven er grote zoogdieren zoals de bruine beer (Ursus arctos), wolf (Canis lupus) en Euraziatische lynx (Lynx lynx). In het reservaat wordt er speciale aandacht besteedt aan de bescherming van de bedreigde Europese nerts (Mustela lutreola), een zeldzame marterachtige die in grote delen van zijn voormalige verspreidingsgebied verdwenen is. Ook leven er in de veengebieden interessante vogels als moerassneeuwhoen (Lagopus lagopus rossicus), korhoen (Lyrurus tetrix) en goudplevier (Pluvialis apricaria).